# Chu-Z
Chu-Z est un groupe de musique composé d'idoles japonaises formé en juillet 2012, produit par l'agence Good Choice Entertainment et par Yohey Sasaki de Panicrew. Actuellement composé de sept membres, chacune associée à une couleur.
Le rêve du groupe est de donner un concert au Nippon Budokan.
Le nom Chu-Z est un jeu de mots avec le mot anglais « choose ». La signification est que les membres ont de multiples talents tels que la danse, le chant, l’éloquence… qui peuvent être sélectionnés.

## Histoire
Les Chu-Z ont débuté au cours d’un événement organisé au Yokohama Blitz en juillet 2012. Selon la légende, seulement 2 personnes ont acheté des produits dérivés après leur passage sur scène.
Le 1er live du groupe d’idoles a eu lieu en décembre 2012 au Club Zone à Hachioji près de Tokyo. Plus de 200 personnes ont assisté au concert.
Leur émission de radion Chu-Z no Tenka Tottaru! (Chu-Zの天下盗ったる！) a été diffusée irrégulièrement sur Wallopn entre octobre 2012 et mars 2013.
Hatsune arrête ses activités et quitte le groupe fin décembre 2012.
Leur 1er single Chu-Z my Life est sorti en février 2013.
Les filles animent l'émission Chu-Shiki Keisan Drill (Chu-式計算ドリル) sur Tokai Radio (東海ラジオ) depuis janvier 2014.
Le groupe fait ses débuts en major avec l'album Chu-Z my Music sorti en juillet et produit sous le label Nippon Columbia.
Leur 1er single en major Bombastic! a été mis en vente en octobre 2014.
Le concert Chu-Z My Live 2014 a eu lien en octobre 2014 aa Shinagawa Stellar Ball à Tokyo.
Le célèbre producteur Tsunku♂ a écrit les paroles et composé la musique de leur 3e single major Tell Me Why Umaretekita Imi wo Shiritai / ＃PANAiii qui sortira en juillet 2015. Le design des costumes a été réalisé par Hinanchu (Silent Siren).
Asuka quitte officiellement le groupe en mars 2016 un concert de graduation tenue le 24 mars.
Le 5 juillet 2016, il est annoncé lors d'un concert du groupe que de nouveaux membres seront recrutés et le transfert du groupe vers un autre label à partir de novembre 2016. Deux nouveaux membres HONOMI et MAYU intègrent le groupe en septembre 2016. Nées en 1996 et 1997, elles sont considérées comme les membres cadettes du groupe.
Le groupe est effectivement transféré de Nippon Columbia à Teichiku Entertainment (dans la filiale Imperial Records) en novembre.
La leader Maia a annonce début décembre 2016 vouloir quitter le groupe. La jeune femme de 28 ans a décidé de quitter le groupe, en raison de son âge et pour poursuivre son propre chemin, mais en restant le domaine du divertissement ; elle a également songé à entamer des projets en solo dans les années à venir. Après l'arrivée de nouveaux membres en septembre 2016, elle a pensé qu'il était tant pour elle de passer le flambeau à la nouvelle génération des Chu-Z. Son dernier concert avec le groupe d'idoles et la cérémonie de graduation ont eu lieu le 20 janvier 2017 au Tsutaya O-West à Tokyo, où elle a remercié les autres membres des Chu-Z et les fans pour leur grand soutien.
Deux mois plus tard, un nouveau membre, Futaba (双葉), est présentée au cours d'un concert de Chu-Z tenu le 13 mars 2017 au Shinjuku BLAZE à Tokyo.
En mars 2024, il a été annoncé qu'ils se sépareraient en août 2024.

## Membres
| Nom             | Naissance        | Age             | Préfecture d'origine | Couleur         | Remarques |
| Membres actuels | Membres actuels  | Membres actuels | Membres actuels      | Membres actuels | Membres actuels |
| --------------- | ---------------- | --------------- | -------------------- | --------------- | --- |
| LUNA            | 2 décembre 1992  | 32              | Aichi                | Violet          | leader |
| KANA            | 14 juillet 1993  | 31              | Saitama              | Rouge           | |
| KAEDE (かえで)  | 26 octobre 1993  | 31              | Kanagawa             | Vert            | |
| Miku (ミク)     | 16 mars 1994     | 30              | Kyoto                | Orange          | |
| MAYU (マユ)     | 19 juin 1996     | 28              | Kyoto                | Argent          | Intégrée en septembre 2016 |
| HONOMI (ホノミ) | 5 novembre 1997  | 27              | Kanagawa             | Or              | Intégrée en septembre 2016 |
| Futaba (双葉)   | 5 juin 1997      | 27              | Saitama              | Bleu foncé      | Intégrée en mars 2017 |
| Ex-membres      |                  |                 |                      |                 | |
| Hatsune (初音)  | 9 janvier 1993   | 32              | Oita                 | Bleu            | Quitte le groupe en décembre 2012 |
| Asuka (あすか)  | 28 décembre 1989 | 35              | Hokkaido             | Jaune           | Quitte le groupe en mars 2016 |
| Maia (麻衣愛)   | 14 août 1988     | 36              | Tokyo                | Rose            | - ex-leader - ex-membre de Idoling!!! (sous le nom de Maia Kobayashi) - ex-membre de Vanilla Beans (sous le nom de Rika) - Quitté le groupe en janvier 2017 |

## Discographie

### Albums
| #            | Date de sortie | Titre de l'album   | Oricon       | Label           |
| Album studio | Album studio   | Album studio       | Album studio | Album studio    |
| ------------ | -------------- | ------------------ | ------------ | --------------- |
| 1            | 9 juillet 2014 | Chu-Z My Music     | 17           | Nippon Columbia |
| 2            | 9 mars 2016    | Chu-Z My Selection | 25           | Nippon Columbia |

### Singles
| #              | Date de sortie    | Titre du single                                      | Titre original                                 | Oricon         | Label            |
| Singles indies | Singles indies    | Singles indies                                       | Singles indies                                 | Singles indies | Singles indies   |
| -------------- | ----------------- | ---------------------------------------------------- | ---------------------------------------------- | -------------- | ---------------- |
| 1              | 20 février 2013   | Chu-Z My Life                                        | Chu-Z My Life                                  | -              | ?                |
| 2              | 10 juillet 2013   | Chu Me Now!! / Bow Wow                               | Chu Me Now!! / Bow Wow                         | -              | ?                |
| 3              | 30 octobre 2013   | a.no.ne                                              | a.no.ne                                        | -              | ?                |
| 4              | 1er décembre 2015 | Gimme a chance!                                      | ギミアチャンス！                               | -              | ?                |
| 5              | août 2016         | 1/4 no Mune no Shōdō                                 | 1/4の胸の衝動                                  | -              | ?                |
| Singles major  |                   |                                                      |                                                |                |                  |
| 1              | 1er octobre 2014  | Bombastic!                                           | ボンバスティック！                             | 16             | Nippon Columbia  |
| 2              | 11 février 2015   | Hana no Arch / Brand Boy                             | 花のアーチ / Brand Boy                         | 5              | Nippon Columbia  |
| 3              | 1er juillet 2015  | Tell Me Why Umaretekita Imi wo Shiritai              | Tell me why 生まれて来た意味を知りたい         | 8              | Nippon Columbia  |
| 4              | 16 novembre 2016  | Mada Kimi ga Suki de / Meow! / Keep Me Out Of Heaven | まだ君が好きで / Meow! / Keep Me Out Of Heaven | 79             | Imperial Records |
| 5              | 21 juin 2017      | Yubiwa no Yukue                                      | 指輪の行方                                     | 27             | Imperial Records |
| 6              | 21 mars 2018      | Gonna be alright!                                    | Gonna be alright!                              | 18             | Imperial Records |